# Makai
Makai è un singolo del rapper italiano MV Killa, pubblicato il 22 luglio 2023 come secondo estratto dalla riedizione del terzo album in studio Fede.

## Descrizione
Il brano è stato scritto dal cantante stesso insieme a Sewsi e Niko Beatz, che ne sono anche i produttori.
Musicalmente il brano è composto con un tempo andante di 100 battiti per minuto e in tonalità di Si bemolle minore.

## Tracce
Testi di Salvatore Mollica, Marcello Valerio, Nicola Vignola, musiche di Salvatore Mollica, Nicola Vignola.
1. Makai – 2:38